# 香港2007年8月

## 8月1日
- 皇后碼頭的清場期限午夜屆滿，警方於中午起採取清場行動。 香港電台1 （页面存档备份，存于）、2、3；有線新聞1、2

- 大批警員於早上11時左右抵達皇后碼頭，隨即築起人牆及架起鐵馬，而保育人士則以鐵鍊及拖手互扣。警方於中午12時半採取行動，警員先剪開鐵鍊，並逐一把示威者抬離現場。其後警方再把三名絕食人士抬走，其中一人須送院治理。而一名曾用鏈纏著自己頸部鎖在碼頭牌匾支柱上的示威者，則由警員剪開鎖鏈後帶走。大部份被抬走的人士，均無作出激烈反抗。而示威者事後已轉到舊天星碼頭附近繼續集會，絕食者亦已停止絕食行動。
- 警方在下午展開次輪清場行動，並於下午四時45分登上皇后碼頭上蓋，與留守的示威者談判，也清拆懸掛在上蓋的橫額。其間部份在地面的示威者越過警方封鎖線進入皇后碼頭範圍，但很快被帶走。警方先後把六名示威者送回地面，清場行動於晚上8時49分結束，並隨即進行圍封工程，正式封閉碼頭。
- 行政長官曾蔭權表示，當局已經在發展和保育間取得平衡，而事件也表達了政府的誠意，明白在發展和保育方面會找到一個很好的平衡點。而發展局局長林鄭月娥對警方以最專業和優秀的方式處理表讚賞，亦對地面示威人士以和平方式離開感欣慰。她表示不少市民均認同中環填海工程的迫切性，期望保育人士目光應該放遠一點，讓政府能盡全力保存皇后碼頭的建築。
- 「本土行動」的成員在清晨表示，行動已成功跨越政府定下的限期，認為昨晚集會人士的表現，已成功反映市民保護公共空間的決心和力量。而皇后碼頭在早上氣氛平靜，有中學老師帶同學生到碼頭了解示威情況。有學生表示對碼頭認識不深，但保育人士絕食及靜坐使其感動，但亦有學生稱倘若每項建築也要保留會妨礙發展。而一名市民到碼頭拆除保育人士所佈置的彩帶、標語及海報，雙方曾一度爭論。

## 8月2日
- 第十次粵港聯席合作會議結束，廣深港高速鐵路港方路段決定以專用通道方案建造。 星島日報[]

## 8月3日
- 一名性別不一致的19歲少女因盜用兄長身份誤導警方，少女承認控罪候判。裁判官認為被告認罪是「踏出正常一步」，但因案情嚴重而需還押。 有線新聞

## 8月4日
（請按此參閱當天之報章頭條）
- 前政務司司長陳方安生向行政長官曾蔭權發公開信，指他並無在政制發展綠皮書中兌現參選時的承諾。 星島日報[]

## 8月5日
- 牛肉買手不滿近日五豐行供港活牛減少，即日起罷市三日。 有線新聞

## 8月6日
（請按此參閱當天之報章頭條）
- 五豐行昨日供港活牛70頭，是正常量的一半，政府呼籲買手停止罷市。 明報 （页面存档备份，存于）

## 8月7日
- 考評局公布，參加中學會考的72,000多名日校考生中有近50,000人符合升讀中六最低資格。而14歲的資優女考生何凱琳取得8A和中文科5*（五星）。 明報
- 牛肉買手與五豐行開會後宣布結束罷買行動，市場最快明日有鮮牛肉供應。 明報

## 8月8日
（請按此參閱當天之報章頭條）
- 受強烈熱帶風暴帕布影響，香港天文台於清晨5時40分發出一號戒備訊號，為今年首個熱帶氣旋警告。 有線新聞
- 民建聯主席馬力因結腸癌復發，经医治无效，於下午2時在廣州中山大學（原中山医科大学）附屬腫瘤醫院深切治療部病逝，終年55歲。 有線新聞

## 8月9日
- 強烈熱帶風暴帕布於香港南部略過，天文台一度發出三號強風訊號。 有線新聞
- 民建聯主席馬力的遺體最快明天由廣州運返香港。 有線新聞

## 8月10日
- 熱帶風暴帕布突然改變方向，回趨珠江口一帶，天文台一度發出八號西南烈風訊號。香港電台 （页面存档备份，存于）、維基新聞 （页面存档备份，存于）、香港天文台 （页面存档备份，存于）、有線新聞

- 帕布於早上突然改變方向，天文台於早上發出一號戒備信號，中午改發三號強風信號，及至下午二時半，再改發八號烈風或暴風信號。天文台指出，帕布的移動受其東面的熱帶風暴蝴蝶影響，雖然蝴蝶已消散，但其殘餘則影響帕布的移動方向。
- 當天文台發出八號風球預報後，大量市民同時下班趕回家中，公共交通不勝負荷。地鐵雖加密班次，但仍末能疏導人潮。港九多個地鐵站一度要關閉入閘機，以免月台過於擠迫。至於巴士服務方面，多個主要車站均擠滿了等候上車的人龍，中環有乘客擠到馬路上候車，而沙田火車站巴士總站則有乘客輪侯263線巴士時要排到行車天橋上，險象環生。
- 渡輪服務方面，天文台在改發八號風球後，渡輪服務隨即暫停，過百名居民末能趕上往坪洲的尾班船，在碼頭鼓譟，期間一度出現混亂，船公司於下午四時許安排加班船接載已衝入碼頭的市民，但在碼頭外的乘客則不滿鼓譟，渡輪公司解釋，他們要先確保海上航行安全，才可開出加班船。
- 帕布吹襲其間，香港發生多宗意外，至少造成1死17傷。沙田新城市中央廣場有棚架倒塌，一名女子前額受傷。另外，一名工人在青山公路小欖段行車橋橋底工作期間，從30米高的棚架墮海，其後工人被證實死亡。此外，當局收到25宗塌樹報告。
- 在風暴影響下，多項娛樂及體育活動受影響，是晚的「幻彩詠香江」暫停表演；晚上在大球場舉行的「巴塞羅那對愉園傑志聯隊」表演賽，將延至8月11日下午2時半舉行。而翌晨舉行的奧運馬術測試賽將延遲早上9時20分舉行。
- 而受風暴影響，中六收生程序已暫停運作，並於翌晨九時至下午一時恢復進行。另第五階段統一派位申請日期將延順至8月13日，按原定時間進行。另經統一派位的中一收生註冊手續亦將延期至8月13日進行。

- 香港高等法院判本土行動申請的司法覆核為政府勝訴，政府可按照計劃清拆皇后碼頭，現需看本土行動是否上訴。 有線新聞

## 8月11日
- 奧運馬術測試賽早上在沙田展開。明報[]
- 香港紮鐵勞工連日來示威，今午勞工及福利局張建宗拒見400百名工人，部分人激動，政府總部行落皇后大道中交通被封。 星島日報
- 2007年度香港先生選舉晚上舉行，現年26歲的袁偉豪奪得總冠軍，而趙國東及胡志偉則分別奪得由「少年組冠軍」及「盛年組冠軍」獎項。 大會新聞公佈

## 8月12日
- 奧運馬術越野測試賽在上水雙魚河舉行，受大雨影響，只有400多人入場，有觀眾批評場地指示末夠清晰。但選手普遍認為，場地去水能力高，即使下大雨也沒有影響馬匹表現。 明報[]
- 國際奧委會主席羅格視察馬術測試賽場地，並滿意賽事準備工作。對於有線電視取得倫敦奧運會轉播權，羅格表示合約有訂明有線須達到最多人收看的條件，國際奧委會將在2011年作檢討，若未能達到標準，將強制有線出售轉播權予免費電視頻道。 明報[]
- 對於扎鐵工人衝出馬路阻礙交通，警務處處長鄧竟成相信這並不能得到市民的認同。警方將視事件發生的情況，倘有足夠證據，便會採取執法行動。 明報[]

## 8月13日
（請按此參閱當天之報章頭條）
- 扎鐵工人上午與資方代表談判破裂後，大批工人持續逗留在土瓜灣天光道半山壹號的地盤外罷工，下午職工盟秘書長李卓人亦到場聲援。→維基新聞
- 傳銷公司壹仟堂懷疑利用行騙手法，誘使推廣員向財務公司借貸購買美容代用券，警方採取行動，搜查其位於尖沙咀辦事處，拘捕10名男女。蘋果日報[永久]
- 為期三天的「好運北京—香港回歸十周年盃」奧運馬術測試賽在完成場地障礙項目後圓滿結束。奧運馬術在香港 （页面存档备份，存于）

## 8月14日
（請按此參閱當天之報章頭條及天氣報告）

## 8月15日
（請按此參閱當天之報章頭條）
- 連接港深的第二條跨境鐵路，九鐵落馬洲支線是日通車，福田口岸亦同時開通。九廣鐵路公司新聞稿、明報[]、維基新聞

- 不少市民為求第一時間試乘新鐵路過境，在中午時份便已到尖東站排隊等候，首班到落馬洲的列車在下午3時17分從尖東站開出，乘客對於新線開通感十分興奮並用相機拍照，亦有市民冀試搭列車以了解落馬洲站的環境。九鐵主席田北辰及多名管理層亦有乘搭此班列車，而由於在開車前有簡單的通車儀式及要控制人流而部分幕門鎖上，故首班列車出現輕微延誤。
- 粵港兩地政府及九鐵在早上舉行了開通儀式，政務司司長唐英年表示新跨境鐵路開通，將進一步推動兩地經濟融合。而廣東省常務副省長湯炳權則稱福田口岸開通，充份體現了中國中央政府對粵港合作的高度重視及大力支持，並為兩地提供更加高效便捷的通關環境。至於九鐵主席田北辰，則預計每天將有6萬人次使用落馬洲站，運作首年可為九鐵帶來4.5億港元的收入，足以達致收支平衡。
- 九鐵雖在通車前不停宣傳，但乘客對落馬洲支線的評價毀譽參半，有乘客認為羅湖口岸十分擠迫，新口岸可有助舒緩擠迫情況，並轉用新口岸過關。但亦有部份乘客認為九鐵只於上水站分設藍色及綠色排隊位置，令人認為乘客要到上水站後才能轉乘往落馬洲的列車，造成混淆。而福田口岸交通不便，亦使乘客不願轉用落馬洲過關。
- 除東鐵外，市民亦可選乘九巴B1線及新界專線小巴75線到達落馬洲，九巴B1線由西鐵元朗站開出，經元朗大馬路及新田公路後到達新口岸，收費每位港幣十元，並設即日來回及與其他路線設轉乘優惠。至於新界專線小巴75線，則由元朗福康街經青山公路前往新口岸，收費每位港幣六元。福田口岸的通關時間為每日06:30-22:30，粵港雙方於開通後三至六個月後，再檢討口岸的通關時間。

- 一批乘客乘坐泰國東方航空的班機從布吉返港，因引擎故障，要三度換機才能抵港。明報 （页面存档备份，存于）

## 8月16日
（請按此參閱當天之天氣報告）
- 美國次按危機繼續衝擊環球股市急瀉，恆生指數一度急挫超過九百點。  明報[]

- 恆指繼前一天下跌六百多點後，甫開市己大幅低開534點，不少股民見市況轉差爭相沽出手持股票，不敢入市。其後恆指跌勢進一步加劇，跌幅擴大至940.57，低見20,435.15。收報20672.39，跌703.33，成交1049.4億元。藍籌股全線下跌，中期業績創新高的港交所，股價一度跌逾10%。中資金融股及內地房產股沽壓沉重。港股月內已出現六次大跌市，指數已跌逾3000點。
- 財資界人士馮孝忠指，美國信貸危機加劇，使銀行收緊信貸款件，基金大量抽走資產，以供客戶贖回，加上市場未能估計次按影響會有多深遠，因此導致股市跌得較急。財政司司長曾俊華稱，本港經濟基調仍穩，金管局評估後也認為並無系統性風險。而政務司司長唐英年則表示本港的金融市場十分穩定，政府將繼續確保市場正常運作，但兩人均呼籲股民入市時要量力而為，並明白市場波動對投資的影響。

- 食物安全中心發出有關識別及標籤「油魚」及「鱈魚」的指引，以免再起混亂。 香港政府新聞公報 （页面存档备份，存于）

按指引，於出售最常出現涉及排油腹瀉的「棘鱗蛇鯖」和「異鱗蛇鯖」時，販商應標籤「蠟油魚」和「oilfish」，且不可使用任何其他名稱，並應在出售時向消費者提供輔助說明，解釋潛在風險及烹調方法。而漁商間進行魚類買賣時應採用魚類的學名，以免混淆。而按科學分類，只有「鱈形目」魚類才可採用含『鱈』字的俗名，但Anoplopoma fimbria, Dissostichus eleginoides及Dissostichus mawsoni三種非「鱈形目」魚類而言，由於有關魚類並不會對消費者健康構成風險，且俗名已為大眾接受，故仍可採用現行含『鱈』字的俗名。

## 8月17日
（請按此參閱當天之報章頭條）
- 美國次按危機繼續衝擊環球股市急瀉，恒生指數一度急挫接近1,300點，但其後又出現戲劇性反彈，收市時只下跌200多點。 明報[]

## 8月18日
（請按此參閱當天之報章頭條）
- 受颱風聖帕的外圍氣流影響，香港是日天氣反覆。 明報

- 香港下午受颱風的下沉氣流影響，使天氣酷熱無風，普遍地區錄得攝氏33度或以上的高溫，天文台於下午發出酷熱天氣警告。由於氣溫上升，熱力在廣東地區激發氣流，再經由「聖帕」的偏北環流將其帶來本港，使香港晚上多處地區發生狂風雷暴，天文台在晚上八至九時錄得逾3,600次閃電，而氣溫於15分鐘內由32度急降至26度，天文台一度發出雷暴警告。
- 在強風下，而深圳灣公路大橋來回方向一度需封中線。而元朗山下村一間貯存紙品的貨倉疑遭雷擊中，並引起火警；上水石湖墟新功街則有鐵片從高處墜下，末有擊中途人。此外，當局收到23宗塌樹報告，至少造成3人受傷。另受颱風影響，多班來往香港至台灣及福建的航班取消或延誤。天文台稱聖帕不會為香港帶來強風，但未來數天將酷熱及有驟雨。
- 屯門兆麟運動場發生布景板倒塌意外，正舉行「金曲唱好屯門夜」活動，台上豎起一幅約三公尺乘二十公尺、重近二百公斤的巨型布景板。比賽於傍晚六時許開始，比賽後由藝員歌星獻唱。晚上八時許，藝員王俊棠獻唱時，狂風暴雨突至，觀眾狂奔離開避雨，部分人走上有頂的舞台。期間，狂風將巨型布板吹塌向前倒，十多名工作人員衝前將極重的布景板頂住，王俊棠及台上觀眾立刻離開，已筋疲力竭的十多名員工才能舒一口氣，將布景板放下。

- 香港警方在一個多月內再次舉辦警員招募博覽，招募警員和見習督察，全日共有一千多人投考。警方表示是年投考警隊的反應踴躍，投考人數較去年同期增加約40%，冀能在年內招聘105名見習督察及1,200名警員的目標。 明報

## 8月19日
- 扎鐵工人罷工進入第12日，逾千名扎鐵工人遊行到政府總部，要求資方加薪及縮減工時。 明報

- 扎鐵工人早上在遮打花園集合，遊行往政府總部，秩序大致良好。有工人擔起鋼鐵，諷刺自己雖能擔起鋼鐵，但承擔不了家庭生計。遊行人士抵達政府總部後舉行集會，並聲言要抗爭到底，直至爭取到合理的日薪及工時為止。大會估計有1,500人參與，而警方則指1,230人到達政府總部。遊行人士於下午一時許和平散去。
- 發起遊行的團體認為，政府及扎鐵商會應明白工人爭取合理酬勞及最高工時的決心，倘商會不盡快與工人談判，罷工會一直持續下去。工人於星期一將繼續罷工，到天光道地盤外集會，並亦正號召其他勞工團體，計劃星期二到政府總部集會。 勞工及福利局發言人表示，當局已不斷就這宗勞資糾紛斡旋，冀勞資雙方能以互諒互讓的精神縮窄分岐，並期望工人盡快復工。

- 一名老婦煮早餐時打翻火水爐，情況危殆；事件令人關注長者使用火水爐煮食的安全問題。 明報

- 事發於早上七時許，老婦在將軍澳厚德邨德安樓的寓所內煮早餐時，不慎打翻火水爐。老婦五成皮膚燒傷，面部及手受傷要包上紗布，送伊利沙伯醫院搶救後，再轉到威爾斯醫院治療。警方到意外現場調查，物業管理處在大門貼出告示，冀老婦的親人盡快聯絡他們。鄰居稱老婦性格較孤僻且獨居，但假日會有親戚來陪她上茶樓品茗。
- 有長者認為使用火水爐煮食較使用其他燃料便宜，為了節省開支及固有煮食習慣，故仍會採用。而社區組織協會則表示，在他們接觸的三百多名獨居長者中，亦有70%是為了省錢而用火水爐煮食。但火水爐其較難控制火勢，而一旦發生火警時，部份長者亦會因行動不便而走避不及，故建議生產商改善火水爐的設計，減少發生火警的機會。

## 8月20日
（請按此參閱當天之報章頭條及天氣報告）

## 8月21日
（請按此參閱當天之報章頭條）
- 印尼外籍家庭傭工虐待少主，令兩個月大的女童左大腿、右大腿、手肘及脛骨多處「扭毛巾」式骨折。 星島日報[]

## 8月22日
（請按此參閱當天之報章頭條）
- 扎鐵工人罷工進入第15日，多名扎鐵工人向商會遞交請願信，而勞工處則安排勞資雙方代表會面但無果。 明報[]

- 扎鐵工人下午乘建造商會在會展舉行講座時在場外請願。工人派代表向建造商會代表遞交請願信，行動約在3時15分結束，工人返回土瓜灣的地盤外繼續罷工。
- 而勞工處晚上安排紮鐵工人與商會代表會面，可惜並無成果。據了解，會上有人建議把日薪要求調低至930元，並減工時至每日8小時，但仍被商會所拒，勞工處發言人表示會繼續努力斡旋。

- 匯賢智庫主席葉劉淑儀在接受電台訪問時，表示會積極考慮是否參與立法會港島選區補選，會參考民意調查的結果及考慮自己的勝算後再作決定，但葉劉淑儀認為其時仍言之尚早，未有參選計劃。 明報[]
- 中國國務院總理溫家寶寫信回覆給北角一間中學25名學生，在信中提出香港年青人身份認知的問題，並引用清末外交官黃遵憲的詩句「杜鵑再拜憂天淚，精衛無窮填海心」。寄語學生能一天一天成長，並與中國及時代共進。 明報[]

## 8月23日
- 九歲男童沈詩鈞，獲浸會大學數學系取錄，成為全港最年輕的大學生。 明報

- 浸會大學表示沈詩鈞成績優異，經面試和評估後，認為他適合入讀大學而取錄，沈詩鈞將用五年時間攻讀學士和碩士學位，並會安排課程提升他的中文水平及協助他融入大學生活。而沈詩鈞對於能提早入大學感幸運，但表示亦有煩惱和壓力。

## 8月24日
（請按此參閱當天之報章頭條）
- 威爾斯親王醫院為血癌女病人呂巧琳. （页面存档备份，存于）打錯化療針導致枉死的事件，調查報告指事故涉及人為錯誤。 明報 （页面存档备份，存于）-網誌 （页面存档备份，存于）

## 8月25日
（請按此參閱當天之報章頭條）
- 扎鐵工人罷工踏入第18日，39個民間團體成立聲援扎鐵工人聯盟，支持工人的行動。 星島日報

## 8月26日
- 屯門一個住宅單位發生火警，兩小童被燒傷；初步懷疑有人疏忽照顧小童，小童玩火肇禍。 明報[]

- 事發於早上七時許，屯門井財街仁愛大廈11樓一個單位冒出大量濃煙，消防到場後破門入屋，救出一對只有兩歲和三歲被獨留家中小兄妹，送院救治。警方拘捕小童25歲的母親，懷疑她疏忽照顧小童。據了解小童父母要輪班工作，致使獨留兩名子女在家。
- 肇事單位年初亦曾發生火警，有居民表示當時亦只得兩名小童在家，幸有人及時發覺，才能撲救。而防止虐待兒童會關注再發生意外，表示兒童如被疏忽照顧，一旦發生意外使會令兒童終身受到驚恐，呼籲家長有需要時尋求協助，並促請政府立法保障兒童。

- 海關截查一艇走私快艇，檢獲總值5,300萬港元的走私光碟，並拘捕13人，當中包括一名16歲學生。 明報[]
- 一名15歲少年在牛頭角遇襲重傷，送院搶救後不治，警方列作謀殺案處理，疑與東九龍童黨問題有關。 明報
- 逾1,500名扎鐵工人遊行到政府總部，要求資方加薪及縮減工時。 明報

## 8月27日
（請按此參閱當天之報章頭條）
- 香港電台唱片騎師梁奕倫與胞姊涉嫌串謀詐騙案，早上於九龍城法院提堂，兩人均否認控罪。案情指原名梁家輝的梁奕倫於2001年9月至11月涉嫌作虛假陳述，指胞姊梁慧嘉為電台撰稿及搜集資料，令港台合共向梁慧嘉付出10,600元費用，但實為未有提供服務。案件將於10月24日開審，兩人各准以現金港幣5,000元保釋外出，期間不能直接或間接接觸控方證人。 明報[]

## 8月28日
（請按此參閱當天之報章頭條）
- 海洋公園纜車下午發生故障，約280名乘客一度被困半空八分鐘，機電署要求海洋公園盡快提交事故報告。 明報[]

- 事發於下午1時43分，南塱山上纜車站一條運輸皮帶斷裂，觸發警報系統而自動停駛，工程人員更換斷裂的運輸帶，其後恢復正常。公園發言人表示，園方每天均有檢查吊車系統並作定期維修，相信事故只屬個別事件，晚上收車後會再檢查，並強調纜車不用即時停駛。
- 有學者認為纜車的輸送皮帶斷裂，與老化有關。而事件發生後，海洋公園即時通知機電署，機電署派人到場調查，得知纜車系統發出警告而自動停駛，機電署已要求海洋公園盡快提交報告。

- 警方在香港仔避風塘一艘漁船上，截獲五百多隻走私活雞，拘捕六名17至49處中國內地男子。 明報[]

- 凌晨三時左右，警方在巡查避風塘時，截查一艘形跡可疑的內地漁船，發現船上裝有四十多籠活雞，調查後相信活雞是由中山淇澳偷運來港，準備在港出售。警方將活雞轉交漁護署跟進，漁謢署將雞隻送往上水動物管理中心檢驗，其後將之銷毀。
- 有家禽業人士指，近期供港雞隻雖然沒有減少，但市場需求大，每斤批發價由十多元增至20多元，使走私雞隻變得有利可圖，吸引不法商人挺而走險。建議政府將供港活雞數量，由每天二萬隻增至約四萬隻。

- 六名教友進食蛋糕後中毒事件，涉案女子在觀塘法院提堂。37歲有抑鬱症紀錄的被告，將一個蛋糕放在教會門外，教友進食後中毒，化驗後證實蛋糕有精神科藥物。裁判官認為案情嚴重，將被告還柙小欖精神中心，押後至9月再審。 明報[]
- 選管會決定立法會港島選區補選將於12月2日星期日舉行，以填補馬力去世後的議席空缺，補選的提名期約在十月中開始。選管會解釋，為免令選民感混淆，故認為補選不宜於11月18日舉行區議會一般選舉當日同時舉行。 香港政府新聞公報 （页面存档备份，存于）
- 香港上空晚上出現月全蝕，惜雲層太厚而未能清楚觀看。不少市民專程到尖沙咀星光大道觀看，但晚上由於雲層太厚，加上天氣不穩定，全晚大約只有數秒隱約看見月全蝕，有到場觀看的市民感到失望。 明報[]
- 民建聯常委會選出署理主席譚耀宗為黨主席，接替因病去世的馬力。 明報

## 8月29日
（請按此參閱當天之報章頭條）

## 8月30日
- 亞洲航空展將於下周在香港舉行，大會將安排全球最大客機，空中巴士A380在維港上空低飛。飛機於9月4日早上八時自機場起飛，經青馬橋後於千呎高空飛越維港。民航處表示事前已進行安全評估，並需視當時情況再作決定。 明報[]
- 衛生防護中心接獲兩宗懷疑食物中毒個案，兩宗個案共12名受影響人士均於8月28日到尖沙咀美麗華酒店內的一家餐廳晚膳後，出現肚痛、肚瀉、嘔吐、噁心及發燒的病徵，全部受影響人士均無須入院。 香港政府新聞公報 （页面存档备份，存于）
- 漁護署接到報告，發現一條已死去的幼鯊。被發現的雄性幼鯊身長約1米，重約7.3公斤。由一名漁民在海下灣海洋生物中心附近捕獲，幼鯊被發現時已經死去。署方呼籲市民暫時避免在附近進行水上活動，並繼續派員於附近巡邏。 香港政府新聞公報 （页面存档备份，存于）

## 8月31日
（請按此參閱當天之報章頭條）
- 近日行政會議成員鄭耀棠公開表明香港不可能在2012年普選，公民黨促請行政長官曾蔭權澄清是否屬實。 明報[]
- 有線電視3名女新聞主播過去一年半不斷受電話及短訊性騷擾事件已交由警方處理。 明報[]
- 因咬傷主人被漁護署扣留的金毛尋回犬阿柑，經各方有心人爭取下，最終被送往元朗八鄉一犬舍安享晚年。 明報[]
- 沙田紅梅谷出現巨型老鼠，更啃掉一嬰兒3根腳趾。 明報[]
- 一名香港女遊客在澳門星際娛樂場玩角子老虎機時，屏幕出現「4200萬」字樣，但賭場以「機件故障」為由拒派彩。 明報[]
- 一名證實患霍亂的23歲女子，昨天在隔離治療期間不聽勸喻擅自離院。衛生防護中心接報後，通知警方協助。警方凌晨在女子位於馬頭角道尋回她及其女兒，並將她們送返瑪嘉烈醫院傳染病中心，據悉女子是擔心女兒乏人照顧而離院。衛生防護中心正調查女子曾接觸的人士，有否出現霍亂病徵。 [來源請求]
- 獲中大取錄的14歲女生何凱琳，將展開其大學生活。何凱琳是日出席開學禮和參觀醫學大樓，她表示希望在入學後能歸於平淡，融入大學生活。何凱琳入學後會先修讀語文和通識科等基礎課程，一年後再修讀醫學院的學科和做實習。 明報[]

| 香港新聞動態 |
| \| - 2024年香港：1月 - 2月 - 3月 - 4月 - 5月 - 6月 - 7月 - 8月 - 9月 - 10月 - 11月 - 12月 - 2023年香港：1月 - 2月 - 3月 - 4月 - 5月 - 6月 - 7月 - 8月 - 9月 - 10月 - 11月 - 12月 - 2022年香港：1月 - 2月 - 3月 - 4月 - 5月 - 6月 - 7月 - 8月 - 9月 - 10月 - 11月 - 12月 - 2021年香港：1月 - 2月 - 3月 - 4月 - 5月 - 6月 - 7月 - 8月 - 9月 - 10月 - 11月 - 12月 - 2020年香港：1月 - 2月 - 3月 - 4月 - 5月 - 6月 - 7月 - 8月 - 9月 - 10月 - 11月 - 12月 - 2019年香港：1月 - 2月 - 3月 - 4月 - 5月 - 6月 - 7月 - 8月 - 9月 - 10月 - 11月 - 12月 - 2018年香港：1月 - 2月 - 3月 - 4月 - 5月 - 6月 - 7月 - 8月 - 9月 - 10月 - 11月 - 12月 - 2017年香港：1月 - 2月 - 3月 - 4月 - 5月 - 6月 - 7月 - 8月 - 9月 - 10月 - 11月 - 12月 - 2016年香港：1月 - 2月 - 3月 - 4月 - 5月 - 6月 - 7月 - 8月 - 9月 - 10月 - 11月 - 12月 - 2015年香港：1月 - 2月 - 3月 - 4月 - 5月 - 6月 - 7月 - 8月 - 9月 - 10月 - 11月 - 12月 - 2014年香港：1月 - 2月 - 3月 - 4月 - 5月 - 6月 - 7月 - 8月 - 9月 - 10月 - 11月 - 12月 - 2013年香港：1月 - 2月 - 3月 - 4月 - 5月 - 6月 - 7月 - 8月 - 9月 - 10月 - 11月 - 12月 - 2012年香港：1月 - 2月 - 3月 - 4月 - 5月 - 6月 - 7月 - 8月 - 9月 - 10月 - 11月 - 12月 - 2011年香港：1月 - 2月 - 3月 - 4月 - 5月 - 6月 - 7月 - 8月 - 9月 - 10月 - 11月 - 12月 - 2010年香港：1月 - 2月 - 3月 - 4月 - 5月 - 6月 - 7月 - 8月 - 9月 - 10月 - 11月 - 12月 - 2009年香港：1月 - 2月 - 3月 - 4月 - 5月 - 6月 - 7月 - 8月 - 9月 - 10月 - 11月 - 12月 - 2008年香港：1月 - 2月 - 3月 - 4月 - 5月 - 6月 - 7月 - 8月 - 9月 - 10月 - 11月 - 12月 - 2007年香港：1月 - 2月 - 3月 - 4月 - 5月 - 6月 - 7月 - 8月 - 9月 - 10月 - 11月 - 12月 - 2006年香港：1月 - 2月 - 3月 - 4月 - 5月 - 6月 - 7月 - 8月 - 9月 - 10月 - 11月 - 12月 - 2005年香港：1月 - 2月 - 3月 - 4月 - 5月 - 6月 - 7月 - 8月 - 9月 - 10月 - 11月 - 12月 - 2004年香港：1月 - 2月 - 3月 - 4月 - 5月 - 6月 - 7月 - 8月 - 9月 - 10月 - 11月 - 12月 - 2003年香港：1月 - 2月 - 3月 - 4月 - 5月 - 6月 - 7月 - 8月 - 9月 - 10月 - 11月 - 12月 - 2002年香港：1月 - 2月 - 3月 - 4月 - 5月 - 6月 - 7月 - 8月 - 9月 - 10月 - 11月 - 12月 - 2001年香港：1月 - 2月 - 3月 - 4月 - 5月 - 6月 - 7月 - 8月 - 9月 - 10月 - 11月 - 12月 - 2000年香港：1月 - 2月 - 3月 - 4月 - 5月 - 6月 - 7月 - 8月 - 9月 - 10月 - 11月 - 12月 - 1999年香港：1月 - 2月 - 3月 - 4月 - 5月 - 6月 - 7月 - 8月 - 9月 - 10月 - 11月 - 12月 - 1998年香港：1月 - 2月 - 3月 - 4月 - 5月 - 6月 - 7月 - 8月 - 9月 - 10月 - 11月 - 12月 - 1997年香港：1月 - 2月 - 3月 - 4月 - 5月 - 6月 - 7月 - 8月 - 9月 - 10月 - 11月 - 12月 參 \| |
| - 2024年香港：1月 - 2月 - 3月 - 4月 - 5月 - 6月 - 7月 - 8月 - 9月 - 10月 - 11月 - 12月 - 2023年香港：1月 - 2月 - 3月 - 4月 - 5月 - 6月 - 7月 - 8月 - 9月 - 10月 - 11月 - 12月 - 2022年香港：1月 - 2月 - 3月 - 4月 - 5月 - 6月 - 7月 - 8月 - 9月 - 10月 - 11月 - 12月 - 2021年香港：1月 - 2月 - 3月 - 4月 - 5月 - 6月 - 7月 - 8月 - 9月 - 10月 - 11月 - 12月 - 2020年香港：1月 - 2月 - 3月 - 4月 - 5月 - 6月 - 7月 - 8月 - 9月 - 10月 - 11月 - 12月 - 2019年香港：1月 - 2月 - 3月 - 4月 - 5月 - 6月 - 7月 - 8月 - 9月 - 10月 - 11月 - 12月 - 2018年香港：1月 - 2月 - 3月 - 4月 - 5月 - 6月 - 7月 - 8月 - 9月 - 10月 - 11月 - 12月 - 2017年香港：1月 - 2月 - 3月 - 4月 - 5月 - 6月 - 7月 - 8月 - 9月 - 10月 - 11月 - 12月 - 2016年香港：1月 - 2月 - 3月 - 4月 - 5月 - 6月 - 7月 - 8月 - 9月 - 10月 - 11月 - 12月 - 2015年香港：1月 - 2月 - 3月 - 4月 - 5月 - 6月 - 7月 - 8月 - 9月 - 10月 - 11月 - 12月 - 2014年香港：1月 - 2月 - 3月 - 4月 - 5月 - 6月 - 7月 - 8月 - 9月 - 10月 - 11月 - 12月 - 2013年香港：1月 - 2月 - 3月 - 4月 - 5月 - 6月 - 7月 - 8月 - 9月 - 10月 - 11月 - 12月 - 2012年香港：1月 - 2月 - 3月 - 4月 - 5月 - 6月 - 7月 - 8月 - 9月 - 10月 - 11月 - 12月 - 2011年香港：1月 - 2月 - 3月 - 4月 - 5月 - 6月 - 7月 - 8月 - 9月 - 10月 - 11月 - 12月 - 2010年香港：1月 - 2月 - 3月 - 4月 - 5月 - 6月 - 7月 - 8月 - 9月 - 10月 - 11月 - 12月 - 2009年香港：1月 - 2月 - 3月 - 4月 - 5月 - 6月 - 7月 - 8月 - 9月 - 10月 - 11月 - 12月 - 2008年香港：1月 - 2月 - 3月 - 4月 - 5月 - 6月 - 7月 - 8月 - 9月 - 10月 - 11月 - 12月 - 2007年香港：1月 - 2月 - 3月 - 4月 - 5月 - 6月 - 7月 - 8月 - 9月 - 10月 - 11月 - 12月 - 2006年香港：1月 - 2月 - 3月 - 4月 - 5月 - 6月 - 7月 - 8月 - 9月 - 10月 - 11月 - 12月 - 2005年香港：1月 - 2月 - 3月 - 4月 - 5月 - 6月 - 7月 - 8月 - 9月 - 10月 - 11月 - 12月 - 2004年香港：1月 - 2月 - 3月 - 4月 - 5月 - 6月 - 7月 - 8月 - 9月 - 10月 - 11月 - 12月 - 2003年香港：1月 - 2月 - 3月 - 4月 - 5月 - 6月 - 7月 - 8月 - 9月 - 10月 - 11月 - 12月 - 2002年香港：1月 - 2月 - 3月 - 4月 - 5月 - 6月 - 7月 - 8月 - 9月 - 10月 - 11月 - 12月 - 2001年香港：1月 - 2月 - 3月 - 4月 - 5月 - 6月 - 7月 - 8月 - 9月 - 10月 - 11月 - 12月 - 2000年香港：1月 - 2月 - 3月 - 4月 - 5月 - 6月 - 7月 - 8月 - 9月 - 10月 - 11月 - 12月 - 1999年香港：1月 - 2月 - 3月 - 4月 - 5月 - 6月 - 7月 - 8月 - 9月 - 10月 - 11月 - 12月 - 1998年香港：1月 - 2月 - 3月 - 4月 - 5月 - 6月 - 7月 - 8月 - 9月 - 10月 - 11月 - 12月 - 1997年香港：1月 - 2月 - 3月 - 4月 - 5月 - 6月 - 7月 - 8月 - 9月 - 10月 - 11月 - 12月 參       |

1. ↑  容量有限，本表只列出香港回歸以來各年各月香港新聞動態。關於更早年代的各年各月香港新聞動態，詳見於某年香港（某年表示1997年之前的公曆年份）。